# Землен
Землен (болг. Землен) — село в Болгарии. Находится в Старозагорской области, входит в общину Раднево. Население составляет 170 человек.
Прежнее название села — Топак-Хисар.

## Политическая ситуация
Землен подчиняется непосредственно общине и не имеет своего кмета.
Кмет (мэр) общины Раднево — Нончо Драгиев Воденичаров (инициативный комитет) по результатам выборов.

## Люди, связанные с селом
- Райчев, Георги Михалев — писатель, уроженец села, 1882 года.